# Warsaw Open
L'obert de Varsòvia, conegut oficialment com a Polsat Warsaw Open, és un torneig de tennis professional que es disputa anualment sobre terra batuda al Legia Tennis Centre de Varsòvia, Polònia. Pertany als Premier Tournaments del circuit WTA femení.
El torneig es va crear l'any 1995 amb el nom Warsaw Cup by Heros i s'ha disputat sempre a Varsòvia a excepció dels anys 2001 i 2008 que no es va celebrar. També ha tingut els noms de J&S Cup i Warsaw Open.

## Palmarès

### Individual femení
| Any          | Campiona                | Finalista           | Resultat                |
| ------------ | ----------------------- | ------------------- | ----------------------- |
| WTA Premier  |                         |                     |                         |
| 2010         | Alexandra Dulgheru (2)  | Zheng Jie           | 6−3, 6−4                |
| 2009         | Alexandra Dulgheru      | Alona Bondarenko    | 7−6(3), 3−6, 6−0        |
| WTA Tier II  |                         |                     |                         |
| 2008         | No celebrat             | No celebrat         | No celebrat             |
| 2007         | Justine Henin (2)       | Alona Bondarenko    | 6−1, 6−3                |
| 2006         | Kim Clijsters           | Svetlana Kuznetsova | 7−5, 6−2                |
| 2005         | Justine Henin-Hardenne  | Svetlana Kuznetsova | 3−6, 6−2, 7−5           |
| 2004         | Venus Williams          | Svetlana Kuznetsova | 6−1, 6−4                |
| 2003         | Amélie Mauresmo         | Venus Williams      | 6−7, 6−0, 3−0, retirada |
| WTA Tier III |                         |                     |                         |
| 2002         | Elena Bovina            | Henrieta Nagyová    | 6−3, 6−1                |
| WTA Tier IV  |                         |                     |                         |
| 2001         | No celebrat             | No celebrat         | No celebrat             |
| 2000         | Henrieta Nagyová (2)    | Amanda Hopmans      | 2−6, 6−4, 7−5           |
| 1999         | Cristina Torrens Valero | Inés Gorrochategui  | 7−5, 7−6(3)             |
| WTA Tier III |                         |                     |                         |
| 1998         | Conchita Martínez       | Silvia Farina Elia  | 6−0, 6−3                |
| 1997         | Barbara Paulus (2)      | Henrieta Nagyová    | 6−4, 6−4                |
| 1996         | Henrieta Nagyová        | Barbara Paulus      | 3−6, 6−2, 6−1           |
| 1995         | Barbara Paulus          | Alexandra Fusai     | 7−6, 4−6, 6−1           |

### Dobles femenins
| Any          | Campiones                                  | Finalistes                                 | Resultat         |
| ------------ | ------------------------------------------ | ------------------------------------------ | ---------------- |
| WTA Premier  |                                            |                                            |                  |
| 2010         | Virginia Ruano Pascual Meghann Shaughnessy | Cara Black Yan Zi                          | 6−3, 6−4         |
| 2009         | Raquel Kops-Jones Bethanie Mattek-Sands    | Yan Zi Zheng Jie                           | 6−1, 6−1         |
| WTA Tier II  |                                            |                                            |                  |
| 2008         | No celebrat                                | No celebrat                                | No celebrat      |
| 2007         | Vera Duixévina Tatiana Perebiynis          | Elena Likhovtseva Ielena Vesninà           | 7−5, 3−6, [10−2] |
| 2006         | Elena Likhovtseva Anastassia Mískina       | Anabel Medina Garrigues Katarina Srebotnik | 6−3, 6−4         |
| 2005         | Tatiana Perebiynis Barbora Strýcová        | Klaudia Jans Alicja Rosolska               | 6−1, 6−4         |
| 2004         | Silvia Farina Elia Francesca Schiavone     | Gisela Dulko Patricia Tarabini             | 3−6, 6−2, 6−1    |
| 2003         | Liezel Huber Magdalena Maleeva             | Eleni Daniïlidu Francesca Schiavone        | 3−6, 6−4, 6−2    |
| WTA Tier III |                                            |                                            |                  |
| 2002         | Jelena Kostanić Henrieta Nagyová           | Ievguénia Kulikóvskaia Silvija Talaja      | 6−1, 6−1         |
| WTA Tier IV  |                                            |                                            |                  |
| 2001         | No celebrat                                | No celebrat                                | No celebrat      |
| 2000         | Tathiana Garbin Janette Husárová           | Iroda Tulyaganova Anna Zaporozhanova       | 6−3, 6−1         |
| 1999         | Cătălina Cristea Irina Selyutina           | Amélie Cocheteux Janette Husárová          | 6−1, 6−2         |
| WTA Tier III |                                            |                                            |                  |
| 1998         | Olga Lugina Karina Habšudová               | Liezel Huber Karin Kschwendt               | 7−6, 7−5         |
| 1997         | Ruxandra Dragomir Inés Gorrochategui       | Meike Babel Catherine Barclay-Reitz        | 6−4, 6−0         |
| 1996         | Olga Lugina Elena Wagner                   | Alexandra Fusai Laura Garrone              | 1−6, 6−4, 7−5    |
| 1995         | Sandra Cecchini Laura Garrone              | Henrieta Nagyová Denisa Krajčovičová       | 5−7, 6−2, 6−3    |